# Campanula spicata
La campanula spigata (nome scientifico Campanula spicata L., 1753) è una pianta erbacea, eretta e perenne, con una vistosa infiorescenza a pannocchia dai fiori azzurri a forma di campana, appartenente alla famiglia delle Campanulaceae.

## Etimologia
Il nome generico (campanula) deriva dalla forma a campana del fiore; in particolare il vocabolo deriva dal latino e significa: piccola campana.

Dalle documentazioni risulta che il primo ad usare il nome botanico di “Campanula” sia stato il naturalista belga Rembert Dodoens, vissuto fra il 1517 e il 1585. Tale nome comunque era in uso già da tempo, anche se modificato, in molte lingue europee. Infatti nel francese arcaico queste piante venivano chiamate “Campanelles” (oggi si dicono “Campanules” o “Clochettes”), mentre in tedesco vengono dette “Glockenblumen” e in inglese “Bell-flower” o “Blue-bell”. In italiano vengono chiamare “Campanelle”. Tutte forme queste che derivano ovviamente dalla lingua latina. L'epiteto specifico (spicata = spigata) fa riferimento alla tipica infiorescenza di questa pianta.
l binomio scientifico della pianta di questa voce è stato proposto da Carl von Linné (1707 – 1778) biologo e scrittore svedese, considerato il padre della moderna classificazione scientifica degli organismi viventi, nella pubblicazione "Species Plantarum" - 1:. 166 1753 del 1753.

## Descrizione

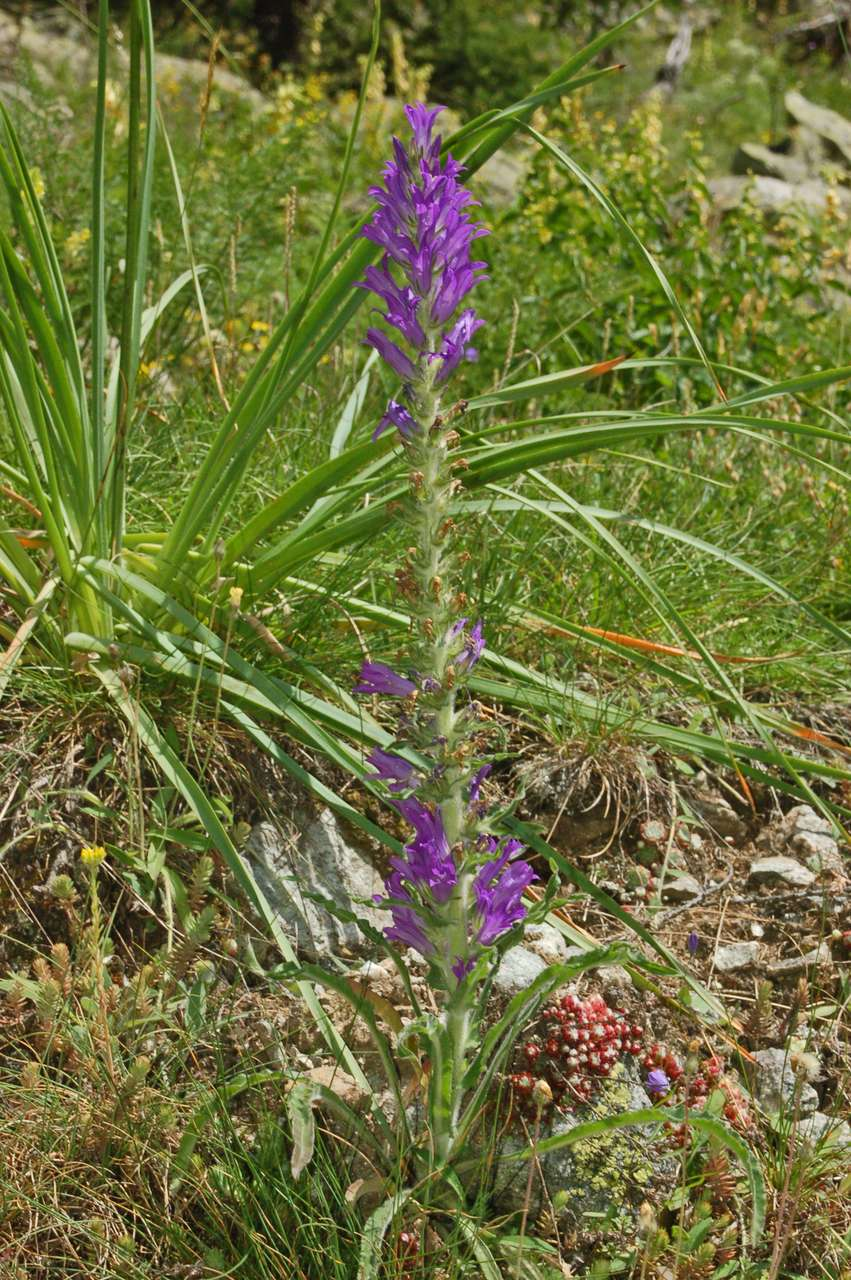
Il portamento

La forma biologica della pianta è emicriptofita bienne (H bienn): il ciclo della pianta è biennale (nel primo anno di vita la pianta compie lo sviluppo vegetativo, nel secondo fiorisce e fruttifica), mentre le gemme sono poste al livello del terreno. Questa pianta può anche essere definita H scap in quanto l'asse fiorale è allungato e poco ramoso. L'altezza della pianta può arrivare da 1,5 a 80 cm (massimo 1 metro). Come tutte le campanule queste piante contengono lattice lattescente e accumulano inulina. Tutta la pianta è ruvida per peli di tipo setoloso in posizione patente (lunghezza dei peli: 1 - 1,5 mm)

### Radici
La radice è un fittone biancastro.

### Fusto
Il fusto è eretto, semplice (ma densamente foglioso) e pubescente. Può essere arrossato.

### Foglie
Le foglie inferiori hanno una forma lineare-spatolata. Il picciolo è lungo circa 1 /4 della lamina. I bordi sono seghettati e increspati. Le foglie cauline sono simili ma minori, sessili e più allargate (alla base sono semiamplessicauli). Dimensione delle foglie inferiori: larghezza 1 - 1,5 cm; lunghezza 8 – 15 cm.

### Infiorescenza
L'infiorescenza è una lunga spiga pluriflora di fiori sessili (occupa gran parte del fusto). Nel suo insieme la forma è cilindrica, lineare, acuta all'apice e interrotta alla base. La spiga si trova all'ascella di alcune brattee triangolari. I fiori basali sono ravvicinati e raggruppati 2 - 3 alla volta, quelli superiori sono singoli. Dimensioni delle brattee: larghezza 1 cm; lunghezza 2 – 5 cm.

### Fiori

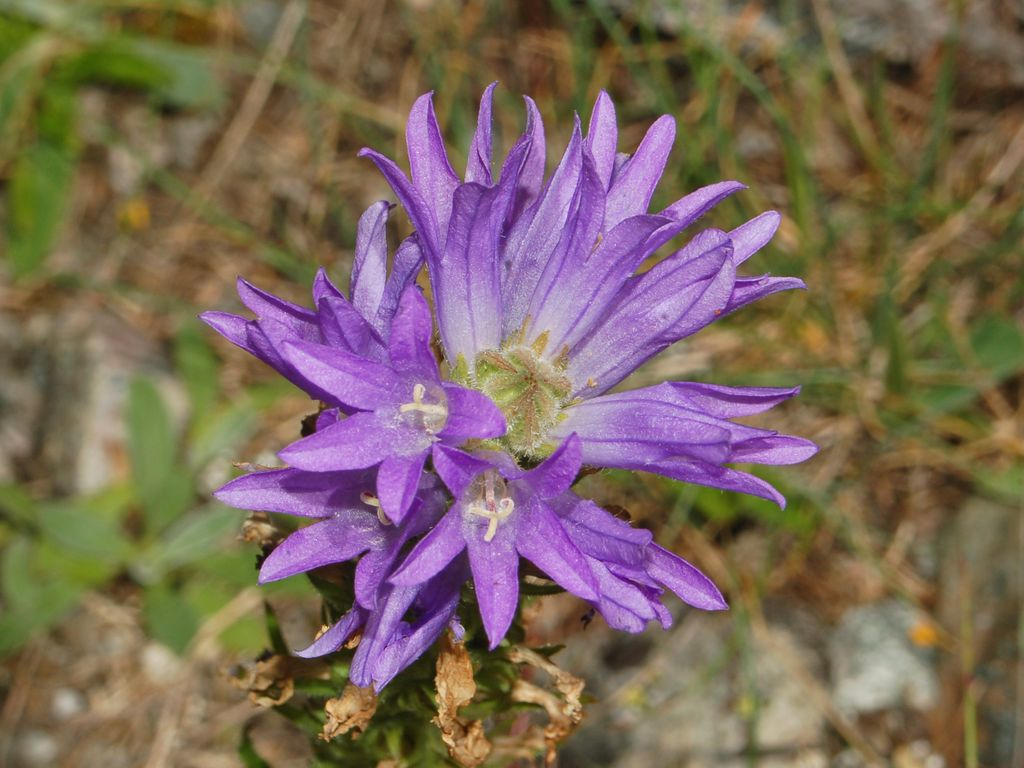
I fiori

I fiori sono tetra-ciclici, ossia sono presenti 4 verticilli: calice – corolla – androceo – gineceo (in questo caso il perianzio è ben distinto tra calice e corolla) e pentameri (ogni verticillo ha 5 elementi). I fiori sono gamopetali, ermafroditi e attinomorfi. Hanno la tipica forma campanulata in posizione patente.  Lunghezza dei fiori: 12 – 25 mm.
- Formula fiorale: per questa pianta viene indicata la seguente formula fiorale:

K (5), C (5), A (5), G (2-5), infero, capsula
- Calice: il calice è diviso in 5 denti lineari. Dimensione del calice: lunghezza del tubo 3 mm; larghezza dei denti 2 mm; lunghezza dei denti 5 mm.
- Corolla: la corolla è più o meno conica con un tubo lungo 12 mm e con denti lunghi 8 mm (sono 2 - 3 volte più lunghi che larghi). Il colore è azzurro-violaceo.
- Androceo: gli stami sono 5 con antere giallastre, libere (ossia saldate solamente alla base) e filamenti sottili ma membranosi alla base. Il polline è 3-porato.
- Gineceo: lo stilo è unico con 3 stigmi (stilo trilobato) e sporge dalla corolla. L'ovario è infero, 3-loculare con placentazione assile (centrale), formato da 3 carpelli (ovario sincarpico). Lo stilo possiede dei peli per raccogliere il polline e non sporge oltre le fauci corolline.
- Fioritura: da (giugno) luglio a agosto (settembre).

### Frutti
I frutti sono delle capsule subglobose o ovoide-coniche, poricide 3-loculare, ossia deiscenti mediante pori laterali; i semi sono molto minuti a forma oblunga

## Riproduzione
- Impollinazione: l'impollinazione avviene tramite insetti (impollinazione entomogama). In queste piante è presente un particolare meccanismo a "pistone": le antere formano un tubo nel quale viene rilasciato il polline raccolto successivamente dai peli dallo stilo che nel frattempo si accresce e porta il polline verso l'esterno.[9]
- Riproduzione: la fecondazione avviene fondamentalmente tramite l'impollinazione dei fiori (vedi sopra).
- Dispersione: i semi cadendo a terra (dopo essere stati trasportati per alcuni metri dal vento, essendo molto minuti e leggeri – disseminazione anemocora) sono successivamente dispersi soprattutto da insetti tipo formiche (disseminazione mirmecoria).

## Distribuzione e habitat

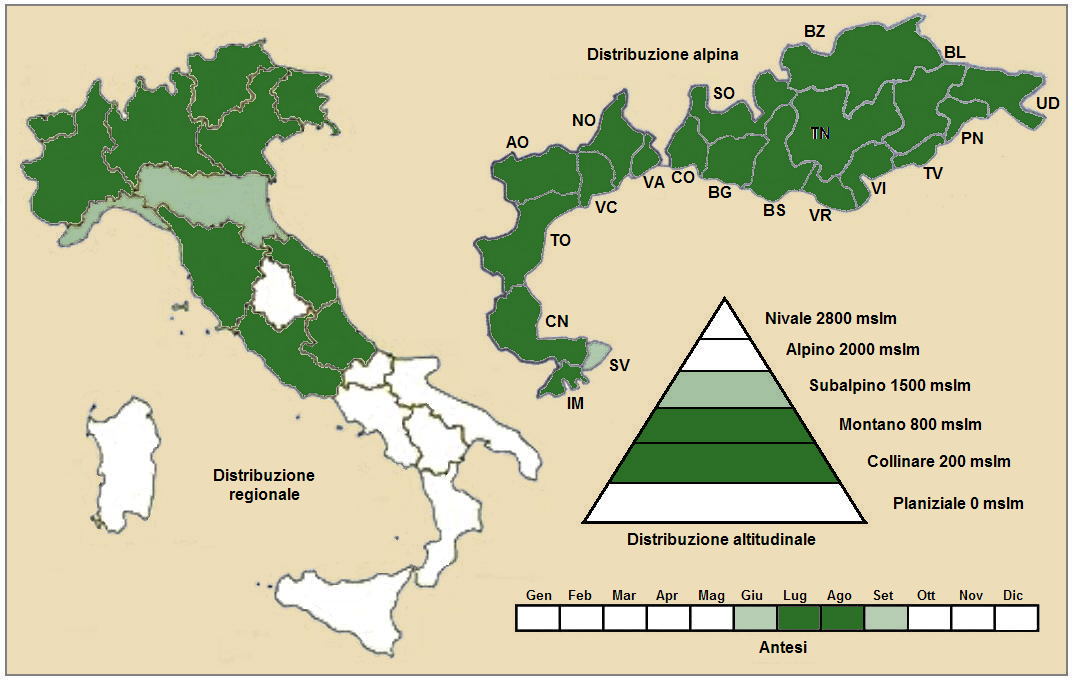
Distribuzione della pianta
(Distribuzione regionale – Distribuzione alpina)

- Geoelemento: il tipo corologico (area di origine) è Endemico - Alpico, o anche Orofita - Sud Europeo.
- Distribuzione: in Italia si trova (raramente) al Nord e Centro. Nelle Alpi oltre confine è presente in Francia (dipartimenti di Alpes-de-Haute-Provence, Hautes-Alpes, Alpes-Maritimes, Drôme e Savoia), in Svizzera (cantoni Vallese, Ticino e Grigioni), in Austria (Länder del Tirolo Settentrionale, Tirolo Orientale e Carinzia) e Slovenia. Si trova anche nelle Alpi Dinariche.[11]
- Habitat: l'habitat tipico per questa pianta sono le pietraie, le rupi e i greti su calcare; ma anche le praterie rase, i prati e i pascoli del piano collinare e montano. Il substrato preferito è calcareo ma anche siliceo con pH neutro, bassi valori nutrizionali del terreno che deve essere arido.[11]
- Distribuzione altitudinale: sui rilievi queste piante si possono trovare da 400 a 2500 m s.l.m.; frequentano quindi i seguenti piani vegetazionali: collinare, montano e in parte subalpino.

### Fitosociologia
Dal punto di vista fitosociologico Campanula spicata appartiene alla seguente comunità vegetale:
Formazione: delle comunità a emicriptofite e camefite delle praterie rase magre secche
Classe: Festuco-Brometea
Ordine: Festucetalia valesiacae
Alleanza: Stipo-Poion xerophilae

## Tassonomia
La famiglia di appartenenza della Campanula spicata (Campanulaceae) è relativamente numerosa con 89 generi per oltre 2000 specie (sul territorio italiano si contano una dozzina di generi per un totale di circa 100 specie); comprende erbacee ma anche arbusti, distribuiti in tutto il mondo, ma soprattutto nelle zone temperate. Il genere di questa voce appartiene alla sottofamiglia Campanuloideae (una delle cinque sottofamiglie nella quale è stata suddivisa la famiglia Campanulaceae) comprendente circa 50 generi (Campanula è uno di questi). Il genere Campanula a sua volta comprende 449 specie (circa 50 nella flora italiana) a distribuzione soprattutto circumboreale.

Il Sistema Cronquist assegna al genere Campanula la famiglia delle Campanulaceae e l'ordine delle Campanulales mentre la moderna classificazione APG la colloca nell'ordine delle Asterales (stessa famiglia). Sempre in base alla classificazione APG sono cambiati anche i livelli superiori (vedi tabella iniziale a destra).

### Sinonimi
Questa entità ha avuto nel tempo diverse nomenclature. L'elenco seguente indica alcuni tra i sinonimi più frequenti:
- Campanula spicata var. canescens St.-Lag.
- Campanula spicata var. hornschuchii A.DC.
- Campanula spicata var. ramosa A.DC.

### Specie simili
- Campanula glomerata L. - Campanula agglomerata:  come la specie Campanula spicata anche questa pianta è caratterizzata dall'avere i fiori riuniti in densi e vistosi capolini (ma l'infiorescenza è di tipo globoso); si differenzia per il colore dei fiori che è azzurro-violaceo.
- Campanula thyrsoides L. - Campanula gialla:  l'infiorescenza è molto simile a quella della Campanula thyrsoide, ma ha un portamento più ovoide; i denti del calice sono più corti e la corolla è bianco-gialla.

## Altre notizie
La campanula spigata in altre lingue è chiamata nei seguenti modi:
- (DE)  Ährige Glockenblume
- (FR)  Campanule en épi